# Flanksteak

Lage in einer Rinderhälfte

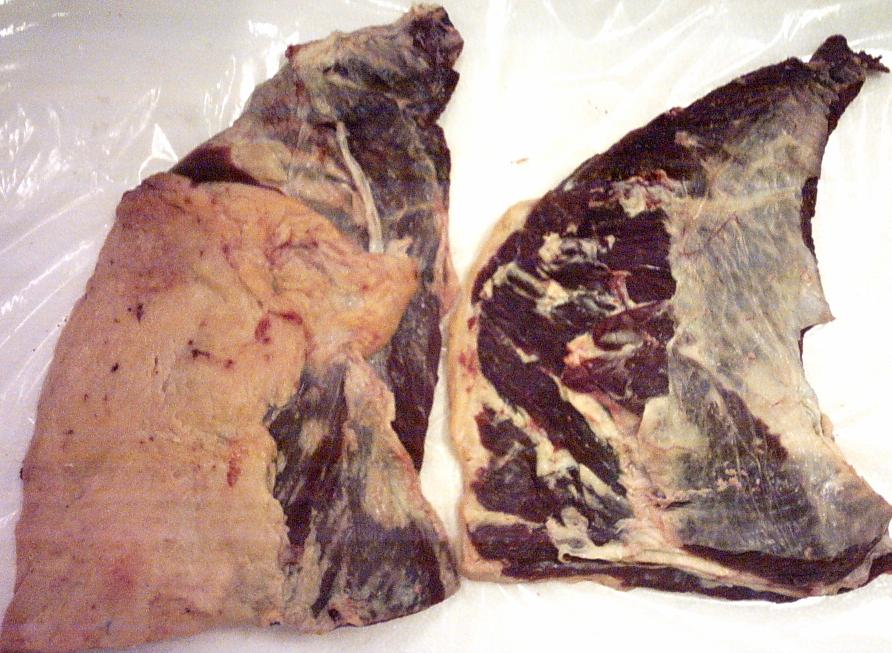
Rohe Flanksteaks

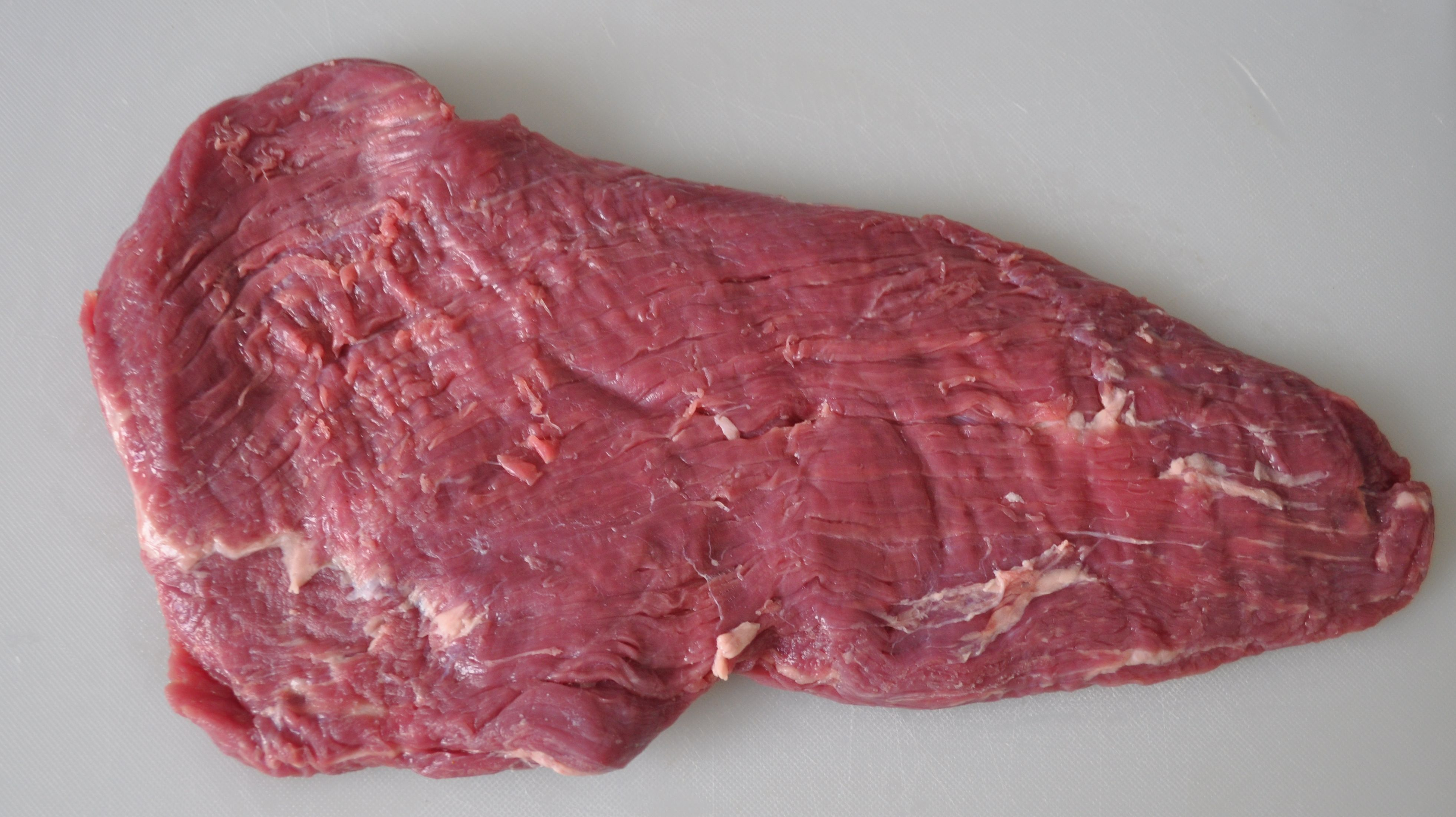
Zugeschnittenes Flanksteak

Als Flanksteak bezeichnet man nach US-amerikanischer Teilung ein Teilstück der Bauchlappen des Rindfleischs. Nach französischer Teilung wird es als Bavette de Flanchet bezeichnet.
Es wird aus der Dünnung – dem Bauchlappen – unterhalb des Rinderfilets abgetrennt und ist ungefähr 750 bis 1000 Gramm schwer. Für die typische Zubereitung wird es mariniert und anschließend Medium rare gebraten oder gegrillt. Auch eignet sich dieses Stück gut zum Schmoren. Das Flanksteak hat sehr lange Fasern und sollte daher nach der Zubereitung zuerst mit der Faser längs halbiert und danach gegen die Faser in dünne Scheiben aufgeschnitten werden.
Ein beliebtes Flanksteakgericht in Nordamerika heißt London Broil. In Kolumbien kommt das Steak als Sobrebarriga aus dem Backofen.